# Княжество Сербия (Средневековье)
Княжество Сербия (серб. Кнежевина Србија) — название первого средневекового сербского государства на Балканах. Первой правящей династией были Властимировичи (ок. 700—960). Оно было создано объединением нескольких сербских племен под властью Вышеслава, первого известного сербского правителя. Примерно в 869 году в стране окончательно утвердилось христианство, в результате чего была основана Рашская епархия. Начиная с 1-й половины IX века Сербия была втянута в борьбу Византии и Болгарии за доминирование на Балканском полуострове. Это сопровождалось династическими распрями в роде Властимировичей. В 969 году Сербия была присоединена к Византии и стала одной из её фем.